# Deborah Carter
Deborah Carter (Atlanta, 3 gennaio 1972) è un'ex cestista statunitense, professionista nella WNBA.

## Carriera
Ha giocato due stagioni nella WNBA, una con le Utah Starzz e una con le Washington Mystics.